# Зацепа, Лев Григорьевич
Лев Григорьевич Зацепа (1916—1996) — полковник Советской Армии, участник Великой Отечественной войны, Герой Советского Союза (1945).

## Биография
Лев Зацепа родился 20 февраля 1916 года в Тифлисе (ныне — Тбилиси, Грузия). Окончил семь классов школы и школу фабрично-заводского ученичества, после чего работал слесарем. В 1936 году Зацепа был призван на службу в Рабоче-крестьянскую Красную Армию. В 1938 году он окончил Одесскую военную авиационную школу лётчиков. С мая 1942 года — на фронтах Великой Отечественной войны.
К октябрю 1944 года майор Лев Зацепа был штурманом 571-го штурмового авиаполка 224-й штурмовой авиадивизии 8-го штурмового авиакорпуса 8-й воздушной армии 4-го Украинского фронта. К тому времени он совершил 91 боевой вылет, в воздушных боях сбил 4 вражеских самолёта, ещё 9 самолётов противника уничтожил на земле.
Указом Президиума Верховного Совета СССР от 23 февраля 1945 года майор Лев Зацепа был удостоен высокого звания Героя Советского Союза с вручением ордена Ленина и медали «Золотая Звезда».
После окончания войны Зацепа продолжил службу в Советской Армии. В 1948 году он окончил Высшую офицерскую школу штурманов. В 1960 году в звании полковника Зацепа был уволен в запас. Проживал в городе Луцке Волынской области Украины, работал на местном автозаводе. Умер 22 ноября 1996 года.
Был также награждён четырьмя орденами Красного Знамени, орденами Отечественной войны 1-й и 2-й степеней, Красной Звезды, рядом медалей.